# Ausschuss für Tourismus
Der Ausschuss für Tourismus ist seit seiner Einrichtung in der 14. Wahlperiode im Jahr 1998 ein ständiger Bundestagsausschuss.

## Aufgaben
Der Ausschuss ist federführend oder beratend an allen Gesetzentwürfen, Anträgen, Berichten sowie EU-Vorlagen zu jenen Themen beteiligt, die seinen Namen ausmachen.

## Vorgängerausschüsse
In der Namensgebung des Ausschusses vor 1998 spiegelt sich seine Wandlung in Inhalten und Kompetenzen im Laufe der Jahre wider:
- Seit 1998: Ausschuss für Tourismus
- 1992–1998: Ausschuss für Fremdenverkehr und Tourismus
- 1990–1992: Ausschuss für Fremdenverkehr

## Mitglieder der 21. Legislaturperiode
| Cornell-Anette Babendererde | Georg Günther    | Erhard Brucker          | Marcel Queckemeyer | Frank Junge       | Angelika Glöckner | Matthias Gastel    | Victoria Broßart | Katalin Gennburg *** | Ina Latendorf |  |  |
| Leif Erik Bodin             | Anne Janssen     | Sebastian Münzenmaier * | Manfred Schiller   | Christoph Schmid  | Michael Thews     | Stefan Schmidt *** | Denise Loop      |                      |               |  |  |
| Michael Donth *             | Hans Koller      | Dario Seifert *         | Thomas Stephan     | Stefan Zierke *** | Armand Zorn       |                    |                  |                      |               |  |  |
| Anja Karliczek, Vorsitzende | Sepp Müller      |                         |                    |                   |                   |                    |                  |                      |               |  |  |
| Michael Kießling *          | Kerstin Vieregge |                         |                    |                   |                   |                    |                  |                      |               |  |  |
|                             |                  |                         |                    |                   |                   |                    |                  |                      |               |  |  |

## Mitglieder der 20. Legislaturperiode
Der Ausschuss für Tourismus setzt sich in der 20. Legislaturperiode aus 19 Mitgliedern zusammen, dabei gehören 6 der SPD-Bundestagsfraktion, 5 der CDU/CSU-Bundestagsfraktion, 3 der Bundestagsfraktion Bündnis 90/Die Grünen, 2 der AfD-Bundestagsfraktion, 2 der FDP-Bundestagsfraktion und 1 der Linksfraktion an. Die Vorsitzende ist Jana Schimke von der CDU/CSU-Bundestagsfraktion.
| SPD – Ordentliches Mitglied | SPD – Stellvertretendes Mitglied | CDU/CSU – Ordentliches Mitglied | CDU/CSU – Stellvertretendes Mitglied | Bündnis 90/Die Grünen – Ordentliches Mitglied | Bündnis 90/Die Grünen – Stellvertretendes Mitglied | AfD – Ordentliches Mitglied | AfD – Stellvertretendes Mitglied | FDP – Ordentliches Mitglied | FDP – Stellvertretendes Mitglied | Die Linken – Ordentliches Mitglied | Die Linken – Stellvertretendes Mitglied |
| --------------------------- | -------------------------------- | ------------------------------- | ------------------------------------ | --------------------------------------------- | -------------------------------------------------- | --------------------------- | -------------------------------- | --------------------------- | -------------------------------- | ---------------------------------- | --------------------------------------- |
| Gülistan Yüksel             | Angelika Glöckner                | Jana Schimke                    | Anne Janssen                         | Matthias Gastel                               | Katharina Beck                                     | Mike Moncsek *              | Klaus Stöber                     | Tim Wagner                  | Lukas Köhler                     | Thomas Lutze *                     | Dietmar Bartsch                         |
| Rita Hagl-Kehl              | Verena Hubertz                   | Heike Brehmer                   | Carsten Linnemanun                   | Karoline Otte *                               | Lukas Benner                                       | Sebastian Münzenmaier **    | Thomas Seitz                     | Nico Tippelt *              | Maximilian Mordhorst             |                                    |                                         |
| Daniel Rinkert              | Frank Junge                      | Michael Donth *                 | Christiane Schenderlein              | Stefan Schmidt **                             | Niklas Wagener                                     |                             |                                  |                             |                                  |                                    |                                         |
| Anja Troff-Schaffarzyk      | Jörg Nürnberger                  | Anja Karliczeck **              | Kerstin Vieregge                     |                                               |                                                    |                             |                                  |                             |                                  |                                    |                                         |
| Lena Werner                 | Josephine Ortleb                 | Mechthilde Wittman              | Carsten Linnemann                    |                                               |                                                    |                             |                                  |                             |                                  |                                    |                                         |
| Stefan Zierke ***           | Mathias Stein                    |                                 |                                      |                                               |                                                    |                             |                                  |                             |                                  |                                    |                                         |

- * Obleute
- ** Sprecher
- *** Obleute und Sprecher

## Mitglieder der 19. Legislaturperiode
Die 18 Mitglieder des Ausschusses setzten sich aus 6 Mitgliedern der CDU/CSU-Bundestagsfraktion, 4 Mitgliedern der SPD-Fraktion sowie jeweils 2 Mitgliedern der AfD-Bundestagsfraktion, der FDP-Fraktion, der Linksfraktion und der Bundestagsfraktion Bündnis 90/Die Grünen zusammen.
| CDU/CSU – Ordentliches Mitglied | CDU/CSU – Stellvertretendes Mitglied | SPD – Ordentliches Mitglied | SPD – Stellvertretendes Mitglied | AfD – Ordentliches Mitglied | AfD – Stellvertretendes Mitglied | FDP – Ordentliches Mitglied | FDP – Stellvertretendes Mitglied | Die Linke – Ordentliches Mitglied | Die Linke – Stellvertretendes Mitglied | Bündnis 90/Die Grünen – Ordentliches Mitglied | Bündnis 90/Die Grünen – Stellvertretendes Mitglied |
| ------------------------------- | ------------------------------------ | --------------------------- | -------------------------------- | --------------------------- | -------------------------------- | --------------------------- | -------------------------------- | --------------------------------- | -------------------------------------- | --------------------------------------------- | -------------------------------------------------- |
| Heike Brehmer                   | Astrid Freudenstein                  | Gabriele Hiller-Ohm*        | Eberhard Brecht                  | Sebastian Münzenmaier       | Axel Gehrke                      | Marcel Klinge**             | Reginald Hanke                   | Kerstin Kassner*                  | André Hahn                             | Stefan Schmidt                                | Matthias Gastel                                    |
| Astrid Damerow                  | Ingo Gädechens                       | Frank Junge                 | Matthias Miersch                 | Christoph Neumann*          | -                                | Roman Müller-Böhm*          | Michael Theurer                  | Sabine Zimmermann                 | Thomas Lutze                           | Markus Tressel*                               | Friedrich Ostendorff                               |
| Michael Donth                   | Andreas Lämmel                       | Bernd Rützel                | Claudia Moll                     |                             |                                  |                             |                                  |                                   |                                        |                                               |                                                    |
| Paul Lehrieder**                | Carsten Linnemann                    | Gülistan Yüksel             | Josephine Ortleb                 |                             |                                  |                             |                                  |                                   |                                        |                                               |                                                    |
| Klaus-Peter Schulze*            | Stefan Rouenhoff                     |                             |                                  |                             |                                  |                             |                                  |                                   |                                        |                                               |                                                    |
| Kerstin Vieregge                | Felix Schreiner                      |                             |                                  |                             |                                  |                             |                                  |                                   |                                        |                                               |                                                    |

- * Obleute
- ** Sprecher

## Mitglieder der 18. Legislaturperiode
Die 18 Mitglieder des Ausschusses setzten sich aus 9 Mitgliedern der CDU/CSU-Bundestagsfraktion, 5 Mitgliedern der SPD-Fraktion, sowie jeweils 2 Mitgliedern der Linksfraktion und der Bundestagsfraktion Bündnis 90/Die Grünen zusammen.
| CDU/CSU – Ordentliches Mitglied | CDU/CSU – Stellvertretendes Mitglied | SPD – Ordentliches Mitglied | SPD – Stellvertretendes Mitglied | Die Linke – Ordentliches Mitglied | Die Linke – Stellvertretendes Mitglied | Bündnis 90/Die Grünen – Ordentliches Mitglied | Bündnis 90/Die Grünen – Stellvertretendes Mitglied |
| ------------------------------- | ------------------------------------ | --------------------------- | -------------------------------- | --------------------------------- | -------------------------------------- | --------------------------------------------- | -------------------------------------------------- |
| Klaus Brähmig                   | Helmut Brandt                        | Uli Grötsch                 | Hubertus Heil                    | Kerstin Kassner                   | Jörn Wunderlich                        | Friedrich Ostendorff                          | Dieter Janecek                                     |
| Heike Brehmer                   | Michael Donth                        | Wolfgang Hellmich           | Hans-Joachim Schabedoth          | Thomas Lutze*                     | -                                      | Markus Tressel*                               | Steffi Lemke                                       |
| Ingo Gädechens                  | Michael Fuchs                        | Gabriele Hiller-Ohm*        | Matthias Schmidt                 |                                   |                                        |                                               |                                                    |
| Anja Karliczek                  | Uda Heller                           | Frank Junge                 | Gülistan Yüksel                  |                                   |                                        |                                               |                                                    |
| Roy Kühne                       | Antje Lezius                         | Stefan Zierke               | -                                |                                   |                                        |                                               |                                                    |
| Barbara Lanzinger               | Ingbert Liebing                      |                             |                                  |                                   |                                        |                                               |                                                    |
| Matthias Lietz                  | Marlene Mortler                      |                             |                                  |                                   |                                        |                                               |                                                    |
| Daniela Ludwig*                 | Carola Stauche                       |                             |                                  |                                   |                                        |                                               |                                                    |
| Klaus-Peter Schulze             | Stephan Stracke                      |                             |                                  |                                   |                                        |                                               |                                                    |

- * Obleute
- ** Sprecher

## Ausschussvorsitzende
- 2025–2029: Anja Karliczek (CDU)[2]
- 2021–2025: Jana Schimke (CDU)
- 2018–2021: Sebastian Münzenmaier (AfD)
- 2014–2018: Heike Brehmer (CDU/CSU)
- 2009–2013: Klaus Brähmig (CDU/CSU)
- 2005–2009: Marlene Mortler (CDU/CSU)
- 1998–2005: Ernst Hinsken (CDU/CSU)